# Dźwig
Dźwig – urządzenie podnoszące obsługujące określone poziomy, wyposażone w podstawę ładunkową poruszającą się wzdłuż sztywnych prowadnic, nachylonych do poziomu pod kątem większym niż 15 stopni, lub urządzenie podnoszące poruszające się po określonym torze.
Dźwigi dzielą się na:
- dźwigi szybowe, czyli windy
- dźwigi budowlane pionowe
- dźwigi pochyłe
- dźwigi okrężne
- dźwigi portowe, zwane też żurawiami portowymi